# Karry
Karry Auto — китайский производитель автомобилей, основанный компанией Chery Automobile в 2009 году и специализирующийся на производстве легких коммерческих автомобилей и транспортных средств для перевозки пассажиров. Она является дочерней компанией Chery Automobile. и базируется в Уху Китай

## История
Название Kerry впервые появилось в начале 2000-х годов в качестве модели коммерческого автомобиля в линейке Chery (Karry A18). Это была серийная версия Chery Fulwin (лицензионная версия Seat Toledo первого поколения). Впоследствии компания Kerry выпустила другие коммерческие автомобили под ребрендингом Karry, создав суббренд, который отличал бы ее от остальной чисто автомобильной продукции. В 2009 году все виды деятельности по производству коммерческих автомобилей были разделены с созданием компании Cherry Commercial Vehicle, базирующейся в Уху, и был создан бренд Karry Auto (или просто Karry). В дополнение к фургонам и другим небольшим минивэнам, разработанным специально для китайского рынка, был выпущен пикап (Karry Aika) на шасси Isuzu TF, дизайн которого был скопирован с Chevrolet Colorado, а также легкий грузовик с кабиной, аналогичной европейским и японским моделям (например, Iveco EuroCargo и Mitsubishi-Fuso Canter).
С 2014 года ассортимент расширяется, в него также входят минивэны, разработанные специально для китайского рынка, и проекты, разработанные совместно с подразделением Chery New Energy для запуска в производство первых электромобилей. В конце 2016 года Karry и подразделение коммерческих автомобилей Chery приступили к разработке недорогих внедорожников и автомобилей повышенной проходимости, которые, однако, впоследствии были представлены другим брендом, созданным Chery, - Jetour, чтобы избежать внутренней конкуренции с материнской компанией. Сегодня бренд Karry представлен только на китайском рынке, однако некоторые модели продаются материнской компанией Chery под собственным брендом как в Южной Америке, так и в некоторых странах Юго-Восточной Азии.

## Модели
Karry K60 (2016 – настоящее время)
Karry K50 (2015 – настоящее время)
Karry H98 Jie Hu (Karry Higgo) (2015 – настоящее время)
Karry Q22 (Karry Youyou) (2007 – настоящее время)
Karry S22 (2015 – 2018)
Karry Q21 (Karry Youpai) (2009 – настоящее время)
Karry Porpoise (Karry Jiangtun) ( 2022 – настоящее время)
Karry Dolphin (Karry Haitun) (2019 – настоящее время)
Karry T-series ( Karry Youjin)
Karry Aika (2012 – 2017)
Karry A18 (Karry Youyi) (2007 –  2011)
Karry S21 (Karry Yousheng)